# Mike Matarazzo
Michael Matarazzo (Estados Unidos, 18 de mayo de 1998), más conocido como Mike Matarazzo, es un jugador profesional estadounidense de rugby que se desempeña en la posición de centro exterior en Chicago Hounds, equipo perteneciente a la liga Major League Rugby.

## Carrera
En 2020, Matarazzo hizo su debut como profesional con el equipo Rugby Football Club Los Angeles (2020-2021), después pasó a Dallas Jackals (2021-2022), luego a Chicago Hounds, disputando su cuarta temporada en la Major League Rugby.